# ルイザ・ミラー
『ルイザ・ミラー』（伊語：Luisa Miller）は、ジュゼッペ・ヴェルディが作曲し、1849年12月8日に初演された全3幕からなるオペラである。
- 原語：Luisa Miller
- 原作：フリードリヒ・フォン・シラーの戯曲「たくらみと恋」
- 台本：サルヴァトーレ・カンマラーノ
- 初演：1849年12月8日、ナポリ・サン・カルロ劇場

## 登場人物
- ヴァルター伯爵（バス） - 領主
- ロドルフォ（テノール） - 伯爵の息子でカルロと名乗る
- ルイザ・ミラー（ソプラノ） - ロドルフォを愛する村娘
- ミラー（バリトン） - ルイザの父
- ヴルム（バス） - ヴァルター伯爵の秘書官
- フェデリカ（メゾソプラノ） - オストハイム公爵未亡人

## あらすじ

### 第1幕
「愛」
第1場 ミラーの家の外
ルイザは村人たちに誕生日を祝ってもらっていたが、恋人であるカルロが来ていなかったので気持ちが浮かなかった。ルイザの父・ミラーはカルロの素性がわからなくて心配であった。そこへカルロが現れルイザは喜んだ。
皆が教会へ行った後、ヴァルター伯爵の秘書官であるヴルムがミラーを呼び止め、以前に約束したルイザとの結婚を守るよう迫る。ミラーはそれは娘の自由と言うが、ヴルムからカルロが実は新しい領主の息子のロドルフォであることを知らされ、やはり心配していたとおりであったと驚く。
第2場 ヴァルター伯爵の大広間
ヴルムはヴァルター伯爵に、息子のロドルフォが村娘と恋におちていると告げ口をする。伯爵は息子のために富や権力を手にしてきたと嘆き、家に帰ってきたロドルフォにオストハイム公爵未亡人のフェデリカと結婚するよう命じる。
ロドルフォがフェデリカと二人きりになったときに、ロドルフォは他に恋人がいることをフェデリカに告げた。フェデリカは激しい嫉妬と屈辱の思いを抱いて立ち去る。
第3場 ミラーの家の部屋
ミラーは、ルイザにカルロは伯爵の息子・ロドルフォであり、しかも今日、花嫁を迎えるということを告げる。そこへロドルフォが現れ、ルイザに変わらぬ愛を打ち明ける。
さらにその後、ヴァルター伯爵が訪れ、財産目当てで息子を誘惑するなとミラー親娘になじり、兵士に二人を連行するよう命じる。しかし、息子のロドルフォに、伯爵になるまでの悪業を暴くと脅され、逮捕を諦める。

### 第2幕
「陰謀」
第1場 ミラーの別棟の一室
城に捕らわれている哀れなミラーの様子を村人たちがルイザに話す。そこへヴルムが訪れ、もしルイザが本当に愛していたのはヴルムで、ロドルフォを愛したのは財産目当てであったという手紙を書くのであれば父・ミラーは許されると告げる。
悩んだすえルイザは、ヴルムの言うとおりに手紙を書く。ヴルムはこの手紙は自発的に書いたもので、また、城内で同様の証言をするよう約束する。
第2場 ヴァルター伯爵の城の一室
ヴァルター伯爵とヴルムは、先代を暗殺して伯爵になったという事実をロドルフォが感ずいているのではないかと恐る。またフェデリカは、彼女の前でルイザがヴルムを愛していると告白するので喜ぶ。
第3場 城の庭園
ルイザがヴルムに宛てて書いた手紙を農夫がロドルフォに持ってくる。ロドルフォは裏切られたと激しく怒り、ヴルムにピストルで決闘を挑む。それに驚いたヴルムは空に向けてピストルを発射しただけで逃げ去る。駆け付けたヴァルター伯爵にロドルフォは、フェデリカと結婚すると告げる。

### 第3幕
「毒薬」 ミラーの別棟の一室
ミラーが釈放され、家に戻ってきたので、ルイザを慰めていた村娘たちは家路につく。そのとき、ミラーはルイザが自殺を考えていることを悟る。
部屋でルイザがひとりで祈っているときに、ロドルフォが忍び込んで、水差しに毒を入れる。ロドルフォは毒入りの水差しを飲んで、さらにそれをルイザにも飲ませる。死を覚悟したルイザは、ロドルフォに今までの経緯をすべて告白する。ロドルフォは早まったことをしたと後悔する。物音に気づいたミラーが部屋にやってくるがルイザは息絶える。
さらにヴァルター伯爵がヴルムを従えて駆けつける。ロドルフォは最後の力を振り絞ってヴルムを刺し殺し、ヴァルター伯爵に「あなたの罪だ」と言って倒れ込む。

## 著名なアリア
- 静かな夕べに星空を見ていたとき（Quando le sere al placido） - ロドルフォ
- 神様、もし私があなたをご立腹させたのなら（Tu puniscimi, o Signore） - ルイザ